# Plaza de toros de la Fuente del Berro
La plaza de toros de Fuente del Berro, de Goya o de la carretera de Aragón fue una plaza de toros de la ciudad de Madrid.

## Historia

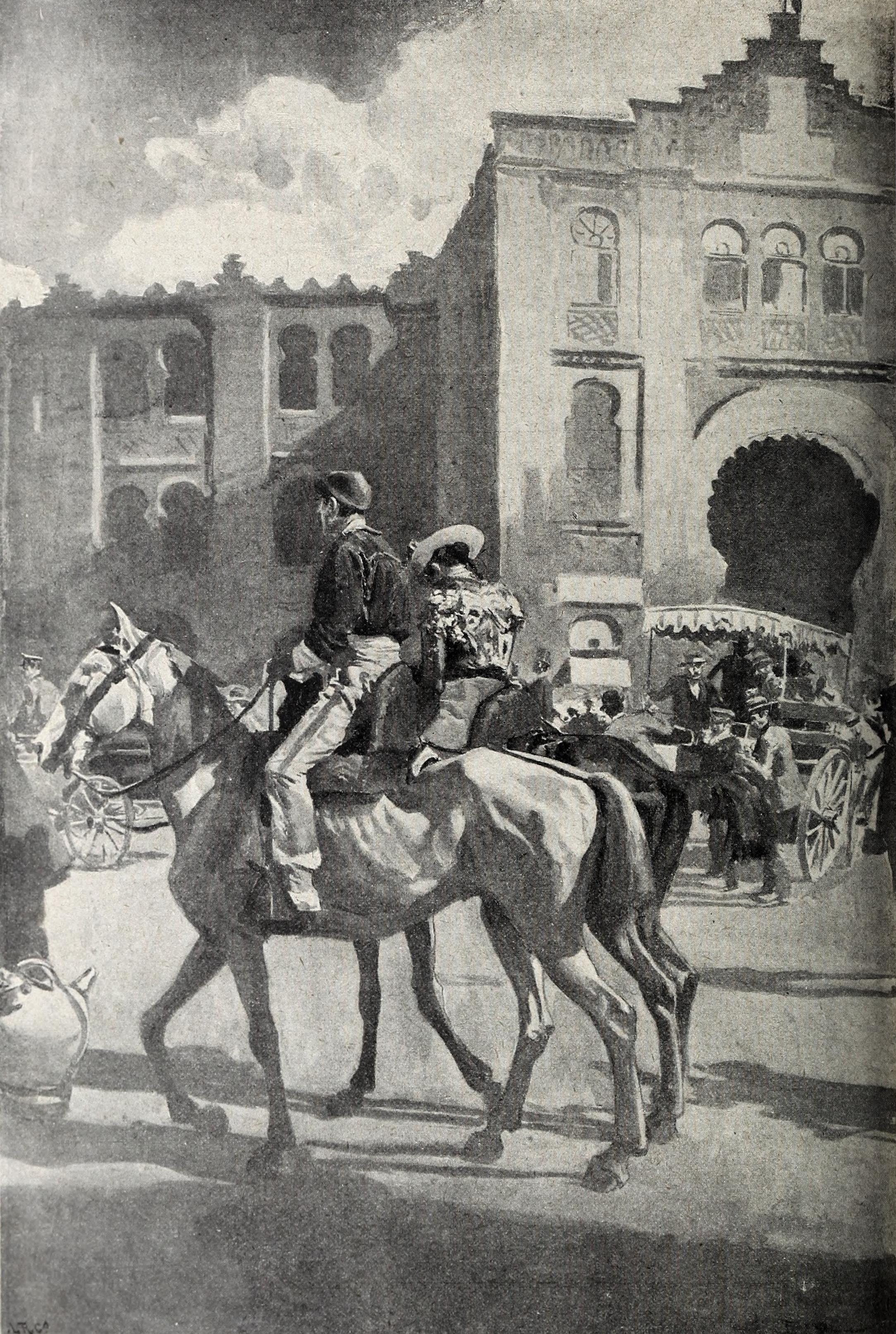
La plaza por Ángel Huertas (Blanco y Negro, 1899)

Sucedió en la década de 1870 a la plaza de toros de la Puerta de Alcalá y sería relevada a su vez por la Monumental de las Ventas en 1934. La de Fuente del Berro comenzó a construirse en enero de 1873, siendo inaugurada en septiembre de 1874. De estilo neomudéjar según proyecto de los arquitectos Emilio Rodríguez Ayuso y Lorenzo Álvarez Capra, el nuevo coso taurino se encontraba en el lugar que actualmente ocupa el Palacio de Deportes de la Comunidad de Madrid.

### Explanada colindante
En una explanada junto a la plaza de toros, se encontraba un terreno que normalmente se utilizaba como escombrera, en el que los jugadores del Madrid Foot-Ball Club disputaban encuentros en los primeros años de la década de 1900. El terreno estaba situado entre las calles Jorge Juan, Máiquez y Elipa (actual Duque de Sesto) en lo que hoy es la Fábrica Nacional de Moneda y Timbre. Allí, acudían a una taberna denominada "La Taurina" situada en la acera izquierda de la calle Alcalá, para equiparse con su indumentaria, en un cuarto cedido amablemente por el dueño de la taberna, el señor Marrón. El mayor inconveniente de aquel proto-vestuario estaba en que era necesario cruzar las vías del tranvía de Ventas, con la incomodidad que aquello suponía. 
El campo de juego estaba rodeado por una zanja para evitar que fuera cruzado por los carros de bueyes que llevaban escombros a los vertederos que había en las cercanías. Como anécdota, es aquí donde surge la figura del «bollero», de cuyo nombre nadie se acuerda, pero este hombre además de jugar de extremo izquierda se encargaba de reparar las botas de sus compañeros, de transportar las porterías y limpiar los hoyos para colocar los postes. La figura en la actualidad está encarnada en los utilleros. Le llamaban el así porque trabajaba de madrugada en un horno de pan de la calle General Pardiñas.
El recinto fue sede de las finales del Campeonato de España de 1908 y 1909, vencida una por el Madrid Foot-Ball Club, y otra por el Club Ciclista de San Sebastián.

## Las fotos de Laurent y Franzen
En 1874, semanas antes de la inauguración de la nueva plaza, el fotógrafo J. Laurent hizo un amplio reportaje con las obras casi terminadas. Los negativos de vidrio originales se conservan en el Archivo Ruiz Vernacci. Asimismo, hacia 1887, los sucesores de Laurent realizaron una extensa serie de fotografías instantáneas de las distintas suertes taurinas.  

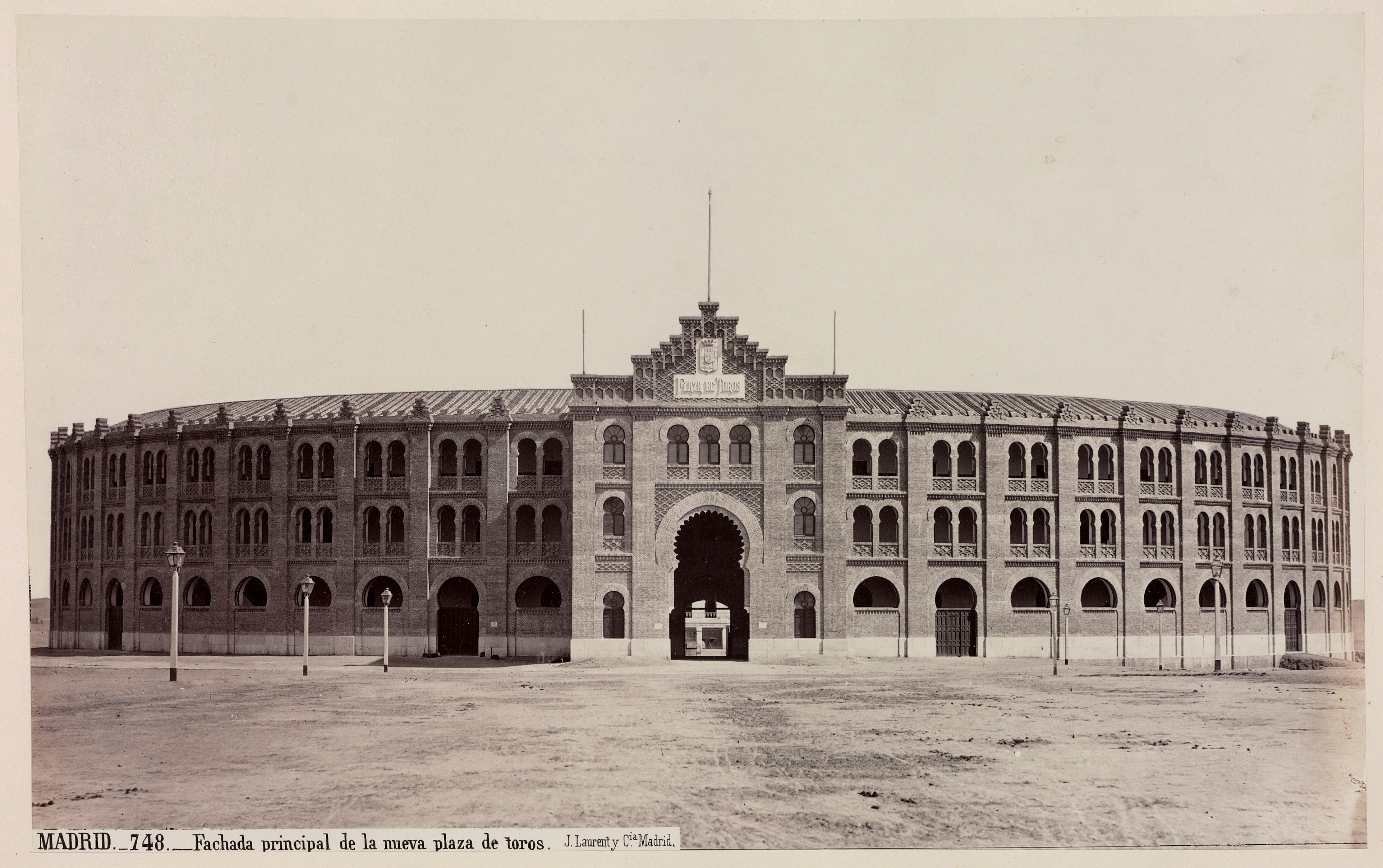
Fachada principal de la nueva plaza de toros, en junio de 1874 (por J. Laurent).
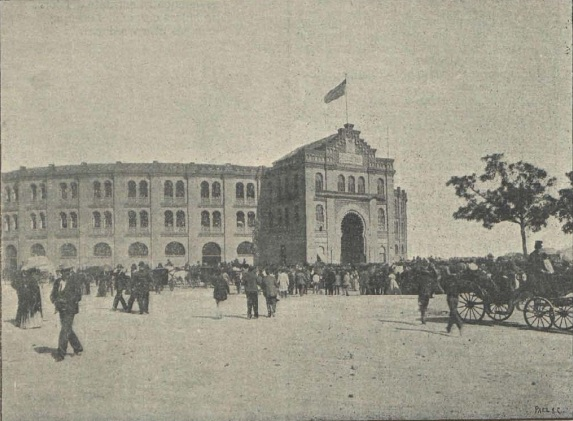
El exterior de la plaza en 1896 (por Franzen).
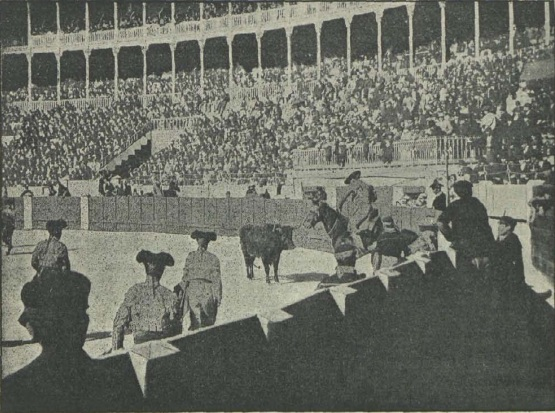
Novillada celebrada el 22 de noviembre de 1896 (según Franzen).
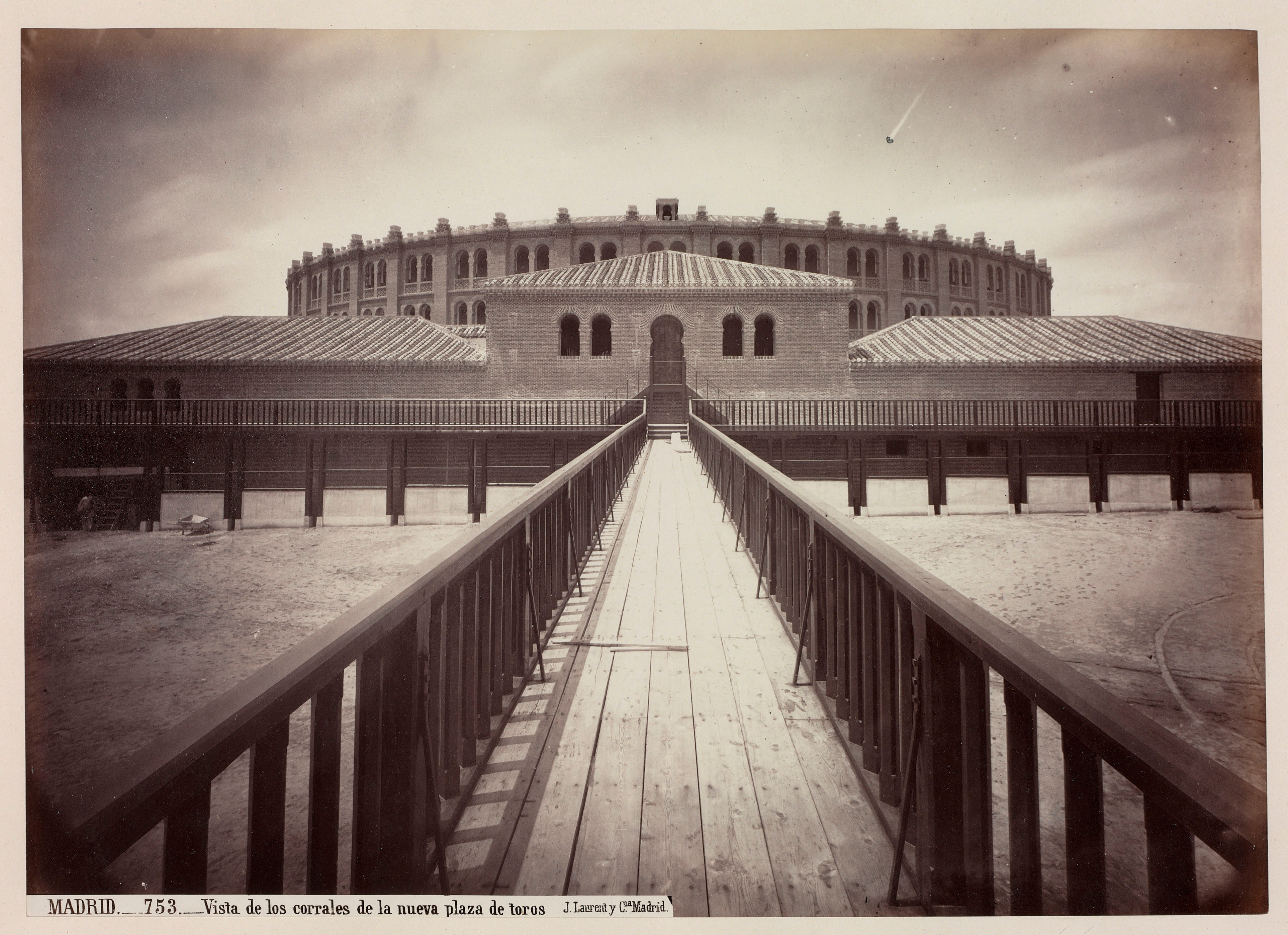
Vista de la plaza, de Laurent